# Abdelhalim Abdelouahab
Abdelhalim Abdelouahab est un homme politique algérien et député de la Wilaya d'Alger à l'Assemblée populaire nationale depuis les Élections législatives du 10 mai 2012. 

## Itinéraire
|     | Wilaya                      | Début       | Fin  |
| 1re | Député de la wilaya d'Alger | 10 mai 2012 | 2017 |